# 7758 Poulanderson
7758 Poulanderson eller 1990 KT är en asteroid i huvudbältet som upptäcktes 21 maj 1990 av den amerikanske astronomen Eleanor F. Helin vid Palomar-observatoriet. Den är uppkallad efter den amerikanske science fiction-författaren Poul Anderson.
Asteroiden har en diameter på ungefär 4 kilometer.